# Wolfgang Seeger (Fußballspieler)
Wolfgang Seeger (* 15. Oktober 1936) ist ein ehemaliger deutscher Fußballspieler, der von 1957 bis 1969 in der Berliner Stadtliga beziehungsweise Fußball-Regionalliga Berlin 246 Spiele absolviert und dabei 65 Tore erzielt hat.

## Laufbahn

### Stadtliga, 1957 bis 1963
Der in der Offensive vielseitig verwendbare Angreifer Wolfgang Seeger debütierte am 1. September 1957 als Aktiver von Tennis Borussia Berlin beim Heimspiel gegen den Berliner SV 92 in der Stadtliga. Das 20-jährige Talent stürmte beim 1:1-Remis bei den „Veilchen“ im Angriff auf Rechtsaußen. Er kam in der Runde 1957/58 zu 21 Einsätzen und erzielte elf Tore. Überwiegend bildete er dabei mit Horst Schmutzler den rechten Flügel. Die Entscheidung brachte das Nachholspiel am 23. März 1958 gegen den mit einem Punkt Vorsprung antretenden Tabellenführer Viktoria 89. Vor 45.000 Zuschauern gewann Tennis Borussia das Spiel und damit die Berliner Fußballmeisterschaft nach Toren von Schmutzler und Heinz Weigel mit 2:0 Toren. Seeger stürmte auch in diesem entscheidenden Spiel am rechten Flügel und feierte somit in seinem Debütjahr in der Stadtliga sofort die Meisterschaft. An der Seite der Mitspieler Rudolf Deinert und Hans Eder war er auch Ende April/Anfang Mai in der Endrunde um die deutsche Fußballmeisterschaft aktiv. In der durch die Fußball-Weltmeisterschaft in Schweden verkürzten Endrunde absolvierte er mit Tennis Borussia die drei Gruppenspiele gegen den Karlsruher SC, FC Schalke 04 und Eintracht Braunschweig.
In den folgenden zwei Runden kamen Seeger und seine Mannschaftskameraden nicht über Mittelfeldplätze in der Stadtliga hinaus. Von 1960/61 bis 1962/63 – die letzten drei Runden der Stadtliga beziehungsweise der Oberligen – belegten die Charlottenburger jeweils den dritten Rang. Persönlich ragt für Wolfgang Seeger aber sein im Jahr der Fußball-Weltmeisterschaft 1962 in Chile errungener Titel als Torschützenkönig der Stadtliga heraus. Gemeinsam mit Lutz Steinert eroberte er mit 18 Treffern diese Auszeichnung. Bemerkenswert ist dabei, dass er erst ab dem siebten Spieltag im Angriff eingesetzt wurde, die ersten Spieltage bestritt er als Mittelläufer. Von 1957 bis 1963 absolvierte Seeger für Tennis Borussia 143 Stadtligaspiele und erzielte dabei 62 Tore.

### Regionalliga, 1963 bis 1969
Da als Berliner Vertreter Hertha BSC für die neue Fußball-Bundesliga ab der Saison 1963/64 vom DFB nominiert wurde, trug Seeger mit TeBe ab dieser Runde die Verbandsspiele in der Fußball-Regionalliga Berlin aus. Seeger spielte jetzt fast nur noch in der Abwehr, bevorzugt als Mittelläufer. Als TeBe das Finale am 29. März 1964 mit 2:1 Toren gegen Wacker 04 im Berliner Landespokal gewann, spielte der ehemalige Torjäger rechter Verteidiger. In der ersten Hauptrunde im DFB-Pokal war er wieder auf der Mittelläuferposition, als er mit seiner Mannschaft mit 1:6 Toren beim 1. FC Saarbrücken auf der Strecke blieb. In vier Runden – von 1963/64 bis 1966/67 – belegte er mit Tennis Borussia dreimal den 2. Rang und feierte 1965 die Meisterschaft und zog damit auch in die Aufstiegsrunde zur Bundesliga ein. Dort war der Abwehrchef in allen sechs Begegnungen gegen den FC Bayern München, Alemannia Aachen und den 1. FC Saarbrücken aktiv. Den Berliner Pokal gewann Seeger auch 1965 durch einen 7:1-Erfolg im Wiederholungsspiel gegen den Spandauer SV. Hier setzte sich Tennis Borussia im DFB-Pokal aber in der ersten Hauptrunde bei Westfalia Herne durch und verlor im Achtelfinale gegen den Bundesligisten Borussia Dortmund mit 1:2 Toren. In beiden Spielen bekleidete Seeger die Position des Mittelläufers. Auch beim dritten Pokalsieg 1966 in Berlin – 3:2-Sieg gegen Wacker 04 am 27. November 1965 – war Seeger als Abwehrdirigent im Einsatz. Sein letztes Regionalligaspiel für die Charlottenburger bestritt Wolfgang Seeger am 25. September 1966 an der Seite der Mitspieler Georg Damjanoff, Bernd Gersdorff, Horst Lunenburg und Bernd Sobeck. Mit der 1:2-Niederlage gegen Hertha BSC beendete er nach 80 Regionalligaeinsätzen für die „Veilchen“ und zwei Toren seine Karriere bei Tennis Borussia und schloss sich zur Runde 1967/68 dem SC Staaken in der Amateurliga Berlin an.
Mit dem routinierten Abwehrdirigenten holte sich Staaken die Berliner Amateurmeisterschaft, stieg in die Regionalliga auf und trat in den Spielen um die deutsche Amateurmeisterschaft gegen den späteren Finalisten FC Wacker München an. Seeger kam mit Staaken 1968/69 auf den 11. Rang und absolvierte dabei nochmals 23 Regionalligaspiele. Insgesamt kam er in der Berliner Regionalliga von 1963 bis 1969 auf 103 Spiele mit drei Toren. Im Sommer 1969 beendete er seine Laufbahn.